# Wilehado de Bremen
Willehado, Wilehado, Willehaldo, Villeado o Willihado (en latín, Willehadus/Willihadus; h. 745-8 de noviembre de 789) fue un misionero cristiano y obispo de Bremen de 787.
Willehado nació en Northumbria y probablemente se educó en York con Egberto. Amigo de Alcuino, fue ordenado después de terminar su educación y, alrededor del año 766, marchó a Frisia, predicando en Dokkum y en Overijssel, para continuar la labor misionera de Bonifacio que había sido martirizado por los frisios en 754. En una asamblea en Paderborn en 777, Sajonia fue dividida en zonas misioneras. La que quedaba entre el río Weser y el Elba, llamada Wigmodia, fue entregada a Willehado.
Desde 780 predicó en la región del bajo Weser por encargo de Carlomagno. A duras penas escapó vivo cuando los frisios le quisieron matar, así que volvió a la zona en torno a Utrecht. Otra vez tuvieron que escapar él y sus compañeros cuando quisieron matarlos por destruir algunos templos. Finalmente, en 780, Carlomagno lo envió a evangelizar a los sajones. Les predicó durante dos años pero, en 782, los sajones comandados por Viduquindo se rebelaron contra Carlomagno y Willehado se vio obligado a huir a Frisia. Asumió la oportunidad de viajar a Roma cuando fue a informar al papa Adriano I de su obra.
A su vuelta de Roma, Willehado se retiró durante un tiempo al monasterio de Echternach, en lo que actualmente es Luxemburgo. Pasó dos años reuniendo un nuevo equipo misionero.
Después de que Carlomagno conquistase a los sajones, Willehado predicó en la zona baja del Elba y del Weser. En 787 Willehado fue consagrado obispo, y aquella parte de Sajonia y Frisia alrededor de la desembocadura del Weser se le asignó a él para su diócesis. Eligió como sede la ciudad de Bremen, que es mencionada por vez primera en documentos de 782, y construyó allí una catedral. Ansgar alabó su belleza.
Willehado murió en Blexen del Weser, hoy parte de Nordenham. Está enterrado en la catedral de la ciudad, que consagró poco antes de su muerte el 8 de noviembre de 789. Ansgar compiló una vida de Willehado, y el prefacio que escribió fue considerado una obra maestra para aquella época. Se le atribuye el milagro de la curación de una muchacha enferma procedente de Wege (Weyne) que en 860 visitó su tumba. Es la primera mención documental de este pequeño pueblo.